# Бошняк, Николай Алексеевич

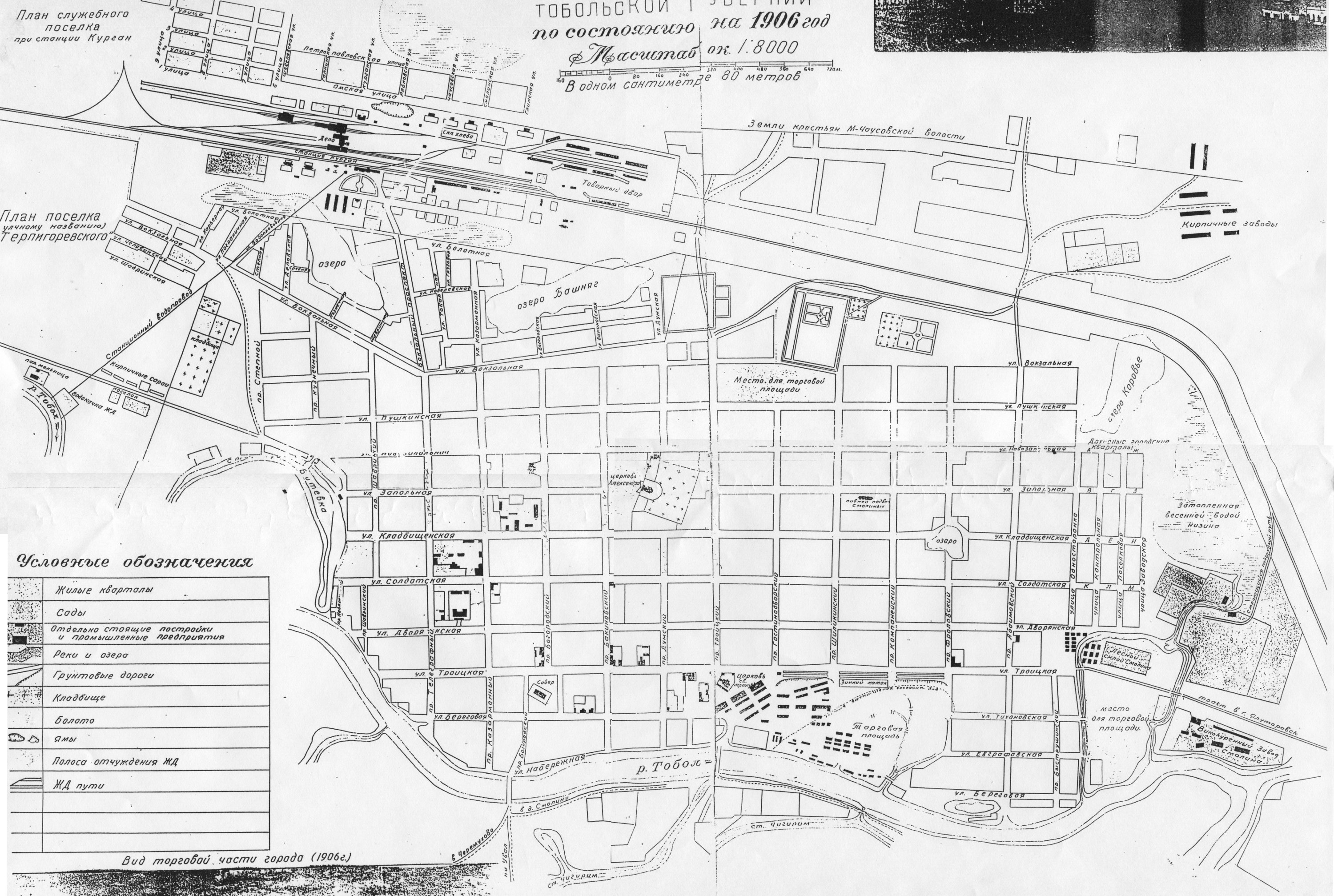
Карта города Кургана 1906 года. В северной части города указано озеро Башняг.

Николай Алексеевич Бошняк (1742 — 18 [30] апреля 1812, Курган, Тобольская губерния) — российский государственный деятель. Курганский земский исправник  (1782—1795), секунд-майор, коллежский асессор.

## Биография
Николай Бошняк родился в 1742 году.
20 ноября (1 декабря)  1758 года поступил на военную службу, отдал ей 22 года и достиг чина секунд-майора.
В соответствии с Указом от 19 (30) января 1782 года Курган стал городом с августа 1782 года. Органом полицейского управления в городе стала управа благочиния — коллегиальный орган, в который входили уездный исправник Н.А. Бошняк, городничий Иван Петрович Розинг, приставы гражданских и уголовных дел, а также выборные от граждан.
Коллежский асессор Николай Бошняк не имел замечаний, в послужном списке значилось стандартное: «Должность отправляет с успехом».
В 1790 году он при нарезке городского выгона размежевал лучшие земли крестьян близлежащих деревень. При этом 300 десятин у озера, которое с тех пор и стало называться Бошняковским, оставил за собой, присоединив к собственной даче. Об этом поступке донесли в Тобольскую казённую палату, и дело было передано в Курганский уездный суд. Этот и некоторые другие поступки полицейского чиновника стали причиной отрешения его от должности в 1795 году.
Его преемником стал титулярный советник Степан Осипович Мамеев. В 1802 году отношения Мамеева и Федосьи Бошняк переросли в бурный роман, кончившийся её побегом. Николай Бошняк обратился к Тобольскому губернатору. Комиссия по расследованию жалоб враждующих сторон в своем рапорте губернатору доложила, что Бошняк — пьяница и склочник, взяточник и самодур и к тому же прелюбодей. Мамеев был уволен с государственной службы, его сменил Иван Григорьевич Иванов. Федосье Кондратовне официально развода так и не дали.
Николай Алексеевич Бошняк умер 18 (30) апреля 1812 года «от старости» в городе Кургане Курганского округа Тобольской губернии Сибирского генерал-губернаторства, ныне город — административный центр Курганской области. Похоронен на кладбище при Троицкой церкви, которое к тому времени уже считалось закрытым. Церковь и кладбище не сохранились. Ныне на их месте Троицкая площадь и Курганская областная филармония.

## Дом

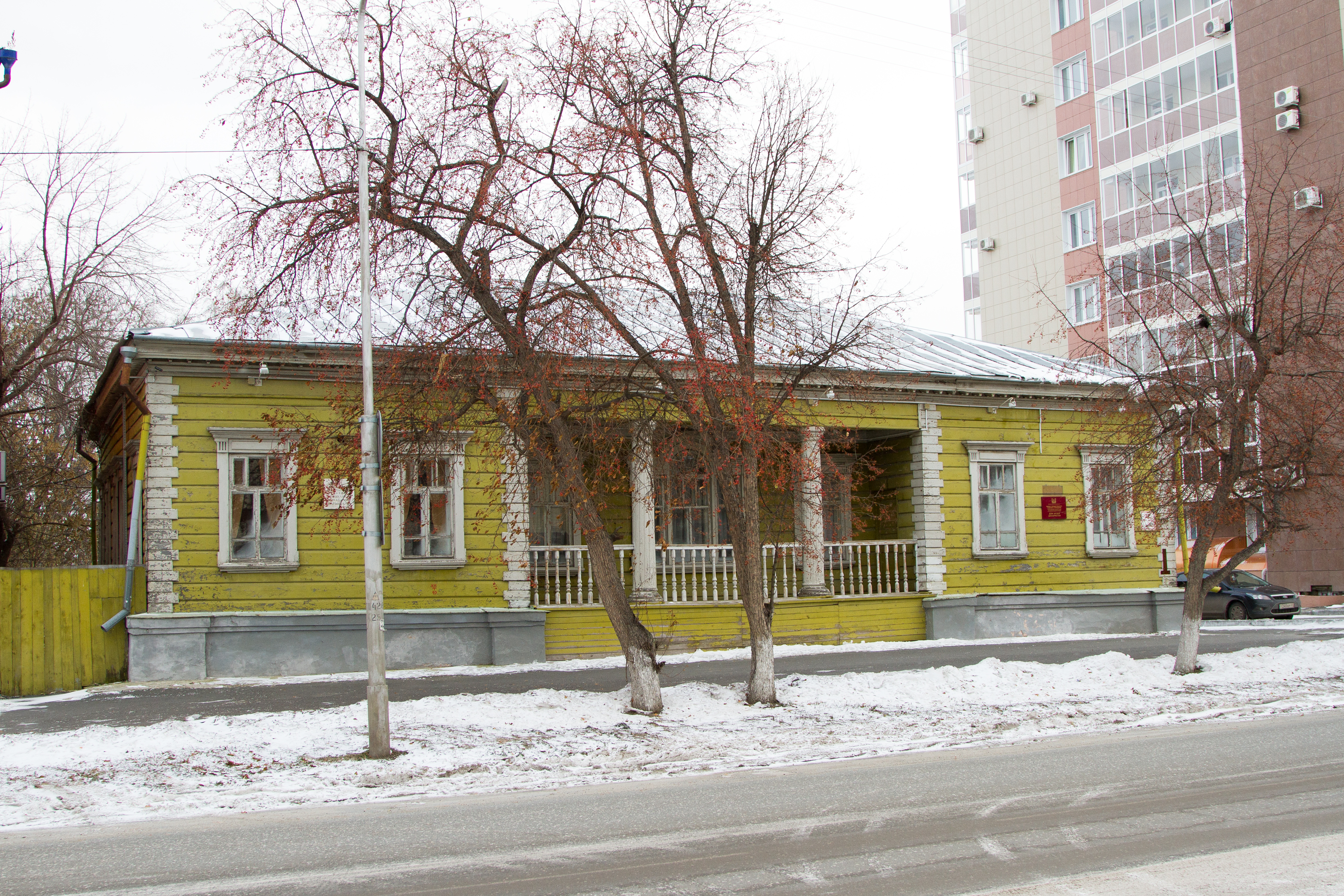
Курган, ул. Климова 80а.

Николай Бошняк считается первым владельцем дома, который в 1800 году принадлежал исправнику Степану Мамееву и в котором бывал Август фон Коцебу. Этот дом в мае 1833 года Елизавета Петровна Нарышкина (жена декабриста Михаила Михайловича Нарышкина) приобрела у коллежского асессора Серебрякова за 5650 рублей. В 1975 году, после реставрации, в этом здании был открыт Дом-музей декабристов, ул. Климова, 80а.

## Память
- Озеро Бошняк, было в городе Кургане и располагалось, по современным ориентирам, между улицами Станционной, Коли Мяготина, Комсомольской и Кирова. В 1946 году озеро было высушено, хотя ещё долгое время на этом месте было некое подобие болота[6].
- Бошняковский сквер, расположен в городе Кургане по улице Проходной. У входа со стороны улицы Красина установлена мемориальная плита.
- Улица Бошняковская, расположена в городе Кургане между улицами Ленина и Пролетарской, идёт параллельно улицам Станционной и Коли Мяготина.
  - Мемориальная доска, ул. Ленина, 39[7][8]

## Семья
Николай Бошняк не является потомком Константина Даниловича Кондосколиди (?—1728), дети которого по семейным обстоятельствам, после смерти отца получил фамилию Бошняк.. Возможно, он является родственником крестного отца детей Константина Кондосколиди, заботившегося о его детях и давшего им свою фамилию.
- Первая жена Марфа Яковлевна Бошняк (?—1790)
  - Сын Абрам
- Вторая жена Федосья Кондратовна (1769—?), дочь прапорщика Качусова. Венчались 13 (24) мая 1791 года.